# حارة ذهبان (صنعاء)
ذهبان هي إحدى حارات حي جدر بمدينة الروضة شمال العاصمة اليمنية "صنعاء"، بلغ تعداد سكانها 1476 نسمة حسب تعداد اليمن لعام 2004.